# Vincent Sasso
Vincent Sasso est un footballeur français, né le 16 février 1991 à Saint-Cloud. Il évolue comme défenseur central à l'USL Dunkerque.

## Biographie
Originaire de la région parisienne, Vincent Sasso passe par les équipes de jeunes du Paris Saint-Germain et de l'AC Boulogne-Billancourt, avant d'intégrer le centre de formation du FC Nantes en 2006, à l'âge de 15 ans. Précédemment, il remporte la coupe nationale des ligues (14 fédéraux) avec la région Paris Idf (victoire en finale contre la Lorraine 1-0).
Il signe son premier contrat professionnel à 17 ans pour 3 ans à l'été 2008 et intègre l'équipe première pour la saison 2010-11 en Ligue 2.
Il est finaliste en mai 2009 de la coupe Gambardella (défaite 2-0 contre Montpellier HSC).
Sous la direction du coach Baptiste Gentili, il dispute son premier match officiel le 31 juillet 2010 lors du premier tour de la Coupe de la Ligue face à l'US Boulogne (2-2 défaite TAB 4-2), et son premier match de championnat en étant titulaire lors de la cinquième journée contre le Vannes OC (victoire 2-0).
Fortement pressenti au FC Lorient qui lui propose un contrat de trois ans, il préfère confirmer dans son club formateur et signe une prolongation de deux ans à l'été 2011.
Après être passé par toutes les sélections de jeunes, il obtient sa première sélection avec équipe de France espoirs le 2 juin 2011 contre la Serbie en remplaçant Josuha Guilavogui à la 82e minute.
Le 19 juillet 2012, il s'engage pour trois ans dans le club portugais du SC Beira-Mar. Il dispute son premier match portugais le 20 août 2012, face à Academica (3-3).
Le 22 janvier 2013, il signe un contrat de quatre ans et demi au Sporting Braga pour un transfert évalué à 300 000 €.
Le 30 juin 2015, il est prêté à Sheffield Wednesday.
Prêt payant avec option d'achat de £2.210 000. L'option d'achat est levée l'année suivante,.
Il signe en 2018 au Belenenses SAD, il a signé un contrat de deux ans.
Il signe en juin 2019 au Servette FC où il a signé un contrat de trois ans.
Le 7 juin 2022, il arrive en fin de contrat au Servette FC et celui-ci ne sera pas prolongé, il quitte donc le club,.
En juin 2022, il retourne dans le championnat du Portugal, il signe au Boavista FC où il a signé un contrat de deux ans, soit jusqu’en juin 2024,,.
Il est le père de l'enfant de la journaliste sportive Cécile Grès.

## Palmarès
- Vainqueur de la Coupe de la Ligue portugaise en 2013.
- Finaliste de la Coupe du Portugal 2015.